# Теремок (сеть быстрого питания)
«Теремок» — российская компания, осуществляющая деятельность в сфере общественного питания концепции fast-casual. Головной офис расположен в Москве.

## История

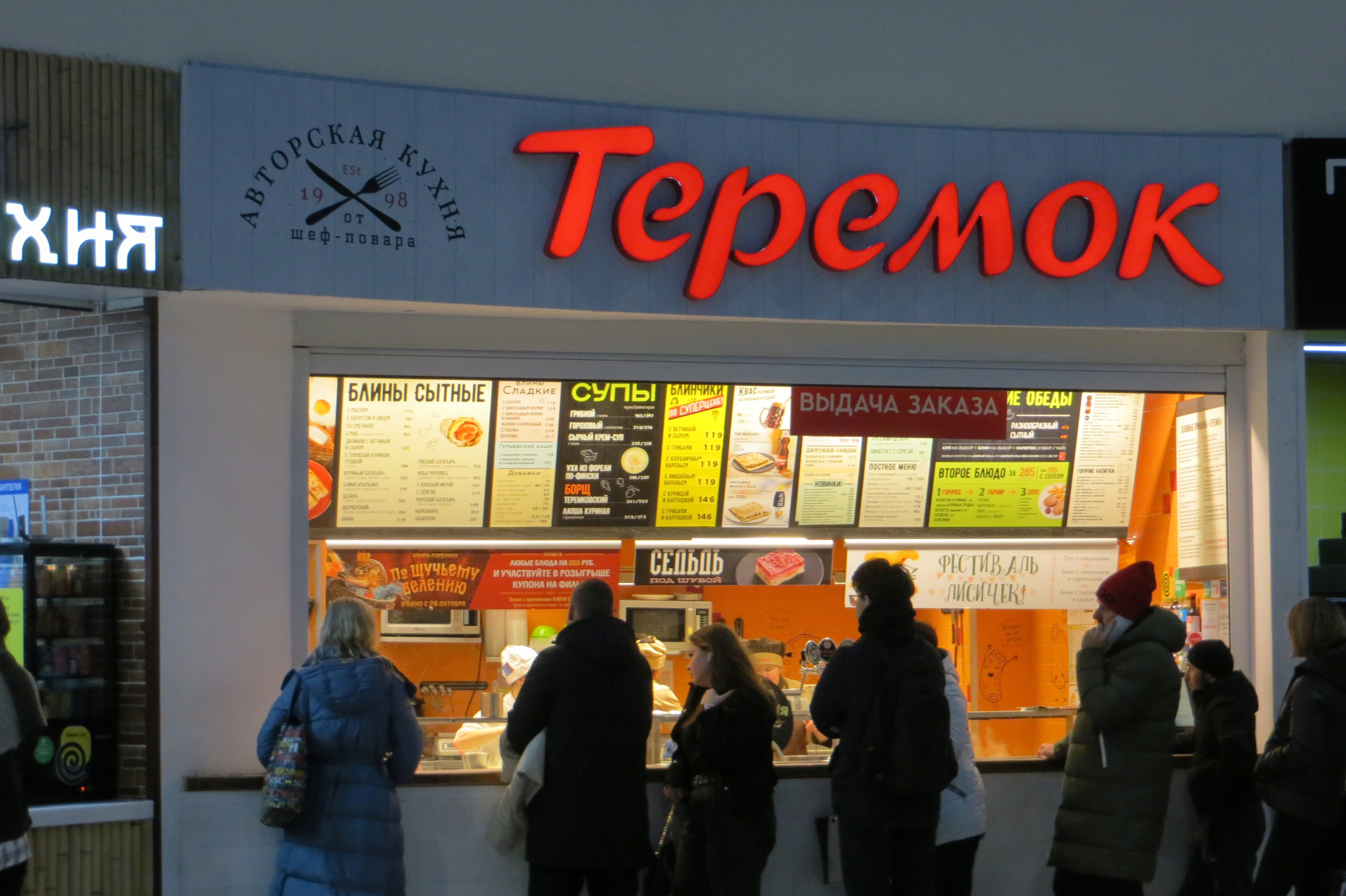
«Теремок» в торговом центре «БУМ» в районе станции метро «Братиславская» в Москве. В 2012 году оформление ресторана в том же месте было таким.

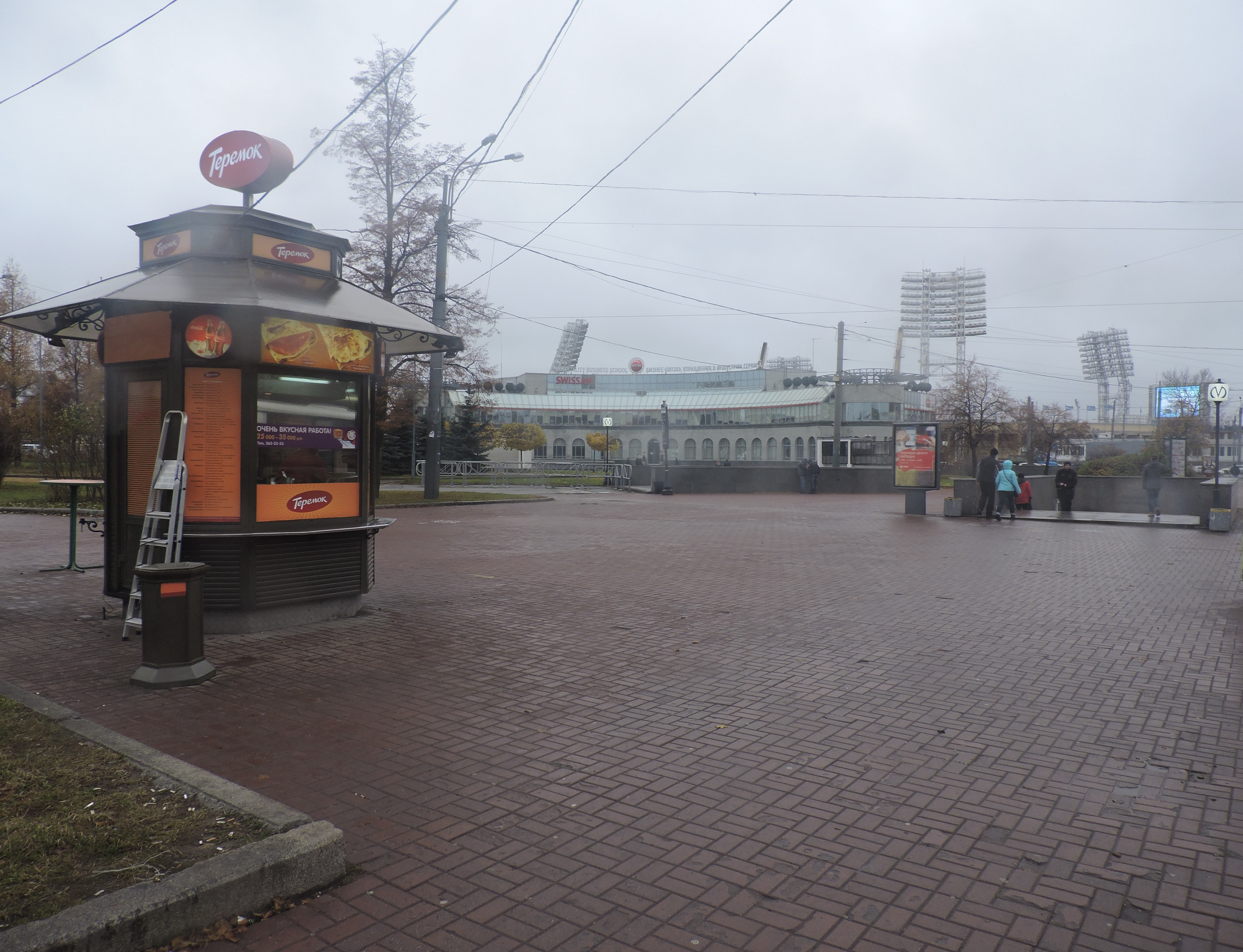
Один из уличных павильонов сети ресторанов «Теремок» в Санкт-Петербурге

В 1998 году московский предприниматель Михаил Гончаров разработал бизнес-план по развитию национальной сети быстрого питания «Теремок» на основе блюд русской кухни. Основное блюдо — русские блины с начинками (капуста, грибы, сыр, ветчина, икра). Первый «Теремок» открылся в Москве в 1999 году — это был маленький киоск на станции метро «Аэропорт». Все последующие годы сеть точек питания активно развивалась. На март 2016 года под маркой «Теремок» работает 233 ресторана и 50 уличных киосков и павильонов.
В 2016 году «Теремок» открыл два заведения в Нью-Йорке, но спустя два года их закрыли из-за санитарных проверок.
В октябре 2017 года основатель сети Михаил Гончаров в своём твиттере заявил о том, что сеть находится на грани закрытия.
В феврале 2019 года «Теремок» открыл первый ресторан быстрого питания премиум-класса под названием «Припёк» в Москве. В заведении изготовляются блины с чёрной икрой, креветками, фуа-гра, сыром камамбер, солёной карамелью, ягодными соусами и другими ингредиентами. В среднем, цена за блин варьируется от 230 до 330 рублей, отдельные позиции меню — до 2222 рублей.

## Деятельность

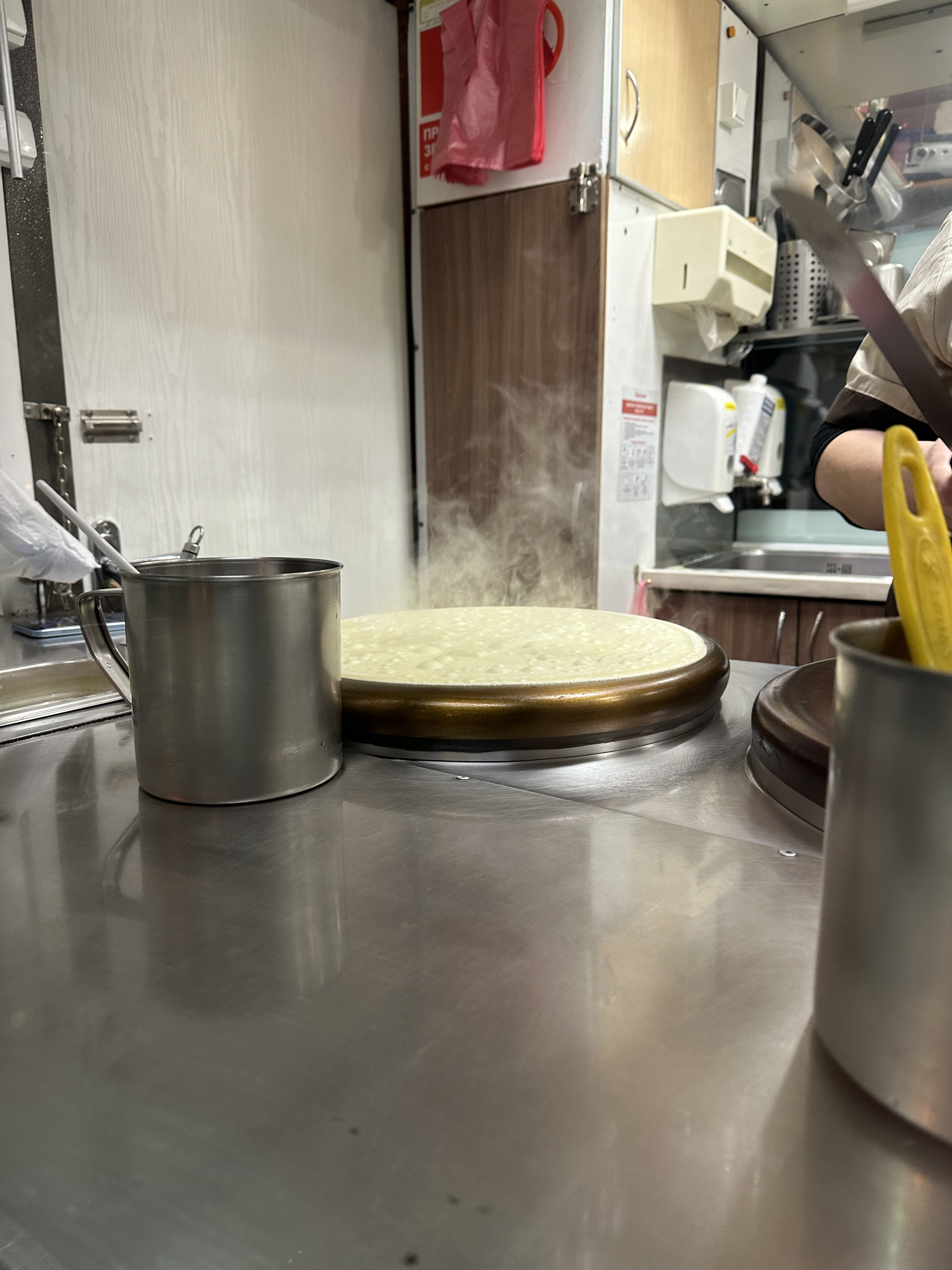
Приготовление блина в уличном ресторане Теремка

Сеть «Теремок» представлена в трёх форматах: кафе в торговых центрах в фуд-кортах (ресторанных двориках), рестораны и кафе с собственным посадочным залом и уличные киоски. На улице продаются только блины, а в меню стационарных ресторанов входят также супы, каши, салаты, пельмени, сырники, десерты и другие блюда и напитки. Обслуживающий персонал одет в бежевую униформу и использует архаичную лексику вроде «изволите» и «угодно», обращается к посетителям «сударь» и «сударыня». Блины изготавливаются после оформления заказа, нередко на виду у клиентов — рабочая зона кафе находится на линии касс, благодаря чему посетители могут наблюдать за процессом приготовления блюд.

## География деятельности
По состоянию на 2021 год большая часть ресторанов сети расположена в Москве, Санкт-Петербурге и Краснодаре. Также работают заведения на территории Ленинградской (города Бугры и Мурино Всеволожского района, город Гатчина) и Московской (города Мытищи, Красногорск, Лыткарино, Люберцы, Одинцово, Орехово-Зуево, Химки, Сергиев Посад, Балашиха, Реутов, Котельники, Пушкино, Домодедово, пгт Ржавки Солнечногорского района, посёлок Вёшки городского округа Мытищи, село Немчиновка и пгт Новоивановское Одинцовского городского округа, село Ильинское и посёлок Отрадное городского округа Красногорск) областей.

## Ассортимент

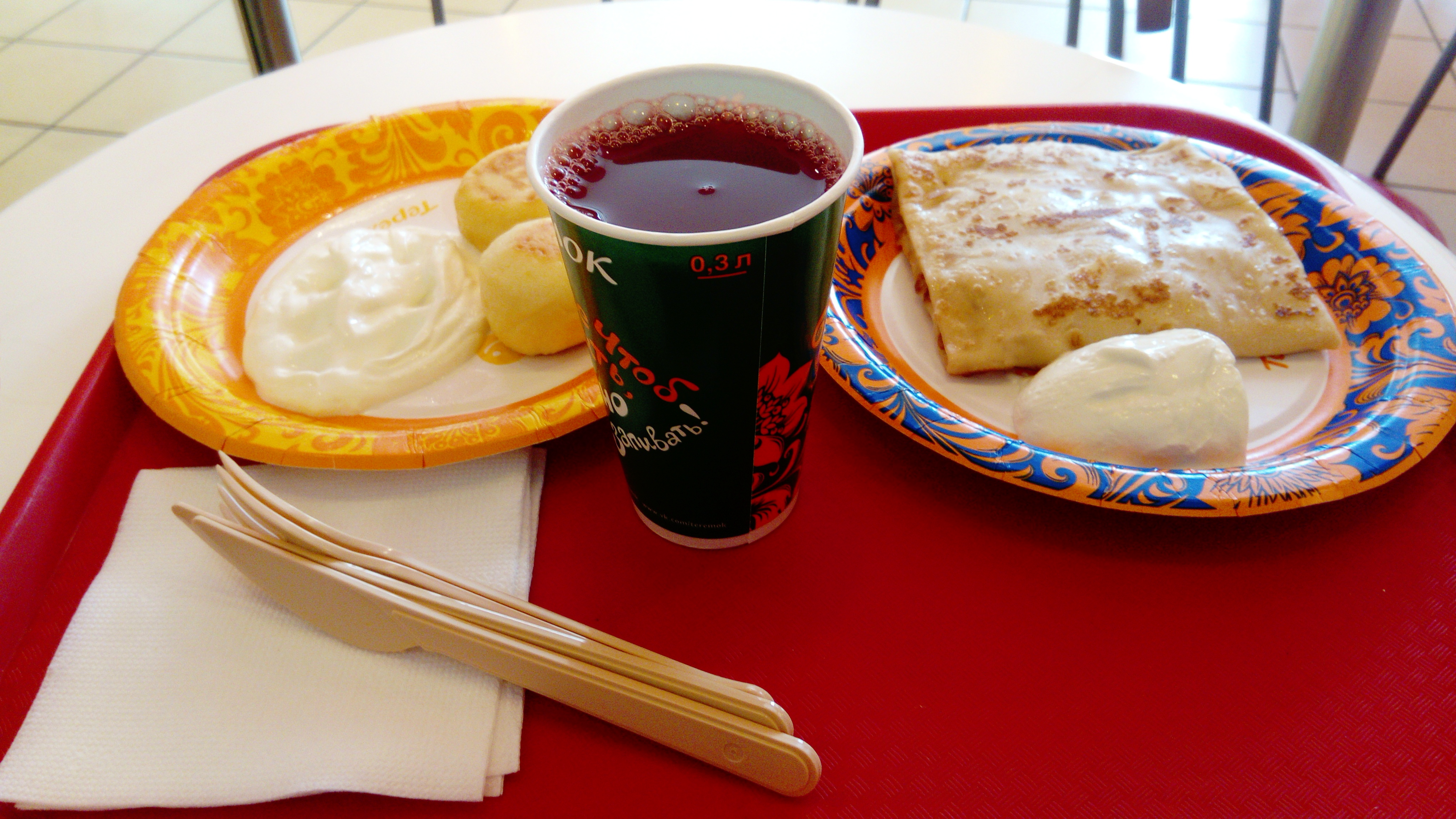
Завтрак в «Теремке» на Нарвской (Санкт-Петербург): морс из чёрной смородины, блины с капустой и сырники со сметаной

Из напитков рестораны помимо чая и кофе (эспрессо, американо, капучино, латте) предлагают своим посетителям пиво, сидр, сбитень, квас и морс. Разнообразен ассортимент блинов. Присутствуют сытные и сладкие (со сгущёнкой) блины. Иногда они имеют стилизованные названия: «Илья Муромец» (с бужениной и грибами), «Добрыня Никитич» (с мясной начинкой), «Алеша Попович» (с курицей), «Золотая Рыбка» (с семгой). Иногда блины имеют интернациональные названия: «Греческий» (с брынзой и беконом), «Итальяно» (c салями, помидорами и моцареллой), «Цезарь», «Карбонара», «Фермерский». Во время православных постов практикуется постное меню. Помимо блинов посетителям предлагают гречневую и гурьевскую кашу, пельмени, сырники, супы (в том числе борщ и уха) и салаты (в том числе винегрет и оливье).
В последние годы[какие?] также предлагается ассортимент американских брендов, в частности Coca-Cola и т. д. С 2022 года вместо американских брендов (например Coca-Cola или Fanta) бренды от сока Доброго